# クラブ・スーサイド
『クラブ・スーサイド』は、ゲーム制作サークル・MORPATHより開発されたノベルゲーム。キャッチコピーは「私は、自殺を考えている。」
2020年10月30日にPC版(windows/mac)の発売が、DLsiteおよびBOOTHにて開始。2023年6月6日には、グラフィックス・サウンドの強化やバグの改修、大幅なストーリーの追加がされた「クラブ・スーサイド完全版」がSteamより発売。DLsiteでは同年8月18日に発売された。

## 概要
本作は自殺と、ロマンス形式の慣習を否定する"アンチロマンス"を題材としている。自殺願望のある五人の少年達と限られた期間を共にする中で、自殺願望の世間的是非に拘らず心の痛みとその原因を理解しあうことを目的とした作品。
開発の意向として物語の中の人物への敬意としてCGモード等のゲーム機能を一部あえて除去しているのが特徴である。また完全版の売上げは、発売から1年間のMORPATH受取分すべてを、日本赤十字社への寄付に使用すると公言されている。

## 登場人物
本作の登場人物には「〇〇な（の）」陰キャというキャッチコピーが個別に明記されている。また各登場人物のプロフィールは本人達の自己申告であると公表されている。
主人公（デフォルト名『新堂林檎』）
本作のプレイヤーの分身。人間関係の摩擦により不登校となっており、ふと学校を訪れた矢先にクラブ・スーサイドを知ることとなる。
財膳 絵馬（ざいぜん えば）
声 - 栂井栄人
漫画研究部所属 / 高校一年生 / 身長157cm / 体重46kg / 血液型B / 2004年6月27日生 / 申年蟹座
枢姫 色（くるるぎ しき）
声 - しぐれなお
元バスケ部部長（卒業に伴い引退済） / 高校三年生 / 身長190cm / 体重83kg / 血液型A / 2002年10月2日生 / 午年天秤座
右睡 真咲也（うすい まさや）
声 - 麻生修也
写真部所属 / 高校三年生 / 身長163cm / 体重54kg / 血液型O / 2003年2月10日生 / 未年水瓶座
喰ヶ島 蜜木（くがじま みつき）
声 - 木下アルヴィン
帰宅部 / 高校二年生 / 身長186cm / 体重70kg / 血液型AB / 2003年11月26日生 / 未年射手座
舞渕 明陽（まぶち めいよう）
声 - 大園由野
生徒会副会長 / 高校二年生 / 身長169cm / 体重61kg / 血液型O / 2003年10月29日生 / 未年蠍座
字読 綴（あざよみ つづり）
声 - 鈴蘭遊嬉
無所属 / 高校三年生 / 身長189cm / 体重72kg / 血液型AB / 2002年5月10日生 / 午年牡牛座

## 開発
当初本作は株式会社セルティアにより開発・販売とされていたが、後にMORPATHメンバーである上杉伶児が当作は個人制作物であることを公言した。現行発売版は上杉伶児がゲームシステム・シナリオ・グラフィックス・BGM・主題歌全てを制作し、完全版では上杉伶児・他スタッフによって総改修されている。

## スタッフ（完全版）
- 開発・販売 - MORPATH
- 総制作 - 上杉伶児
- BGM改修&新規制作 - reayfia
- 劇中歌原曲作成者 - 高城みよ
- システム改修 - c9234
- オープニング制作 - Poki
- サイト制作 - 櫻井美那
- SNS広報 - アメイソベ

## 主題歌
オープニングテーマ
「ねえ、ねえ」
作詞・作曲・編曲・歌 - 上杉伶児
エンディングテーマ
「ニゲミチ」
作詞・作曲・編曲・歌 - 上杉伶児
挿入歌
「セツナ」
作詞・作曲・編曲 - 高城みよ / 歌 - 字読綴
本楽曲は高城みよが2016年4月24年に頒布した楽曲「セツナ」のカヴァーソングである。

## 関連商品

### 楽曲配信
- クラブ・スーサイド劇中BGM集「つまらぬものですが。」

BOOTH：2020年11月1日・DLsite：2020年11月30日配信
作曲 - 上杉伶児 / 調整 - Celtia
1. 自殺考察 / Funeral of the living
2. メヌエット / Menuett
3. 青い猫 / Blue Kitten
4. 男娼の夢 / Butterfly dreamer
5. 小さな明星 / Esquisse hero
6. 戦慄 / Odor of Hypnos
7. 日陰の黒百合 / Black-Black lily
8. 桜色 / Cherry Blossom
9. 天使のナヴァーラ / Navarra
作曲 - Isaac Albeniz
10. 疑念 / Suspicion
11. 自殺同好会 / clubsuicide
12. ぼくはアオペロ・音楽室でいっしょに / boku wa AOPERO with Kitten
歌：財膳絵馬 / ピアノ：喰ヶ島蜜木 / ギター：枢姫色

ボーナストラック
1. プチ未使用音声1
2. プチ未使用音声2
3. プチ未使用音声3
4. プチ未使用音声4
5. プチ未使用音声5
6. つまらないピアノソロ1
7. つまらないピアノソロ2

- 主題歌シングル「ねえ、ねえ / ニゲミチ」

作詞・作曲・編曲・歌 - 上杉伶児
2021年8月31日配信
- 完全版オリジナルサウンドトラック「イキノネ : Club suicide Original Soundtrack」

2023年6月20日配信
| #   | タイトル                     | 作詞 | 作曲・編曲         | 演奏       | 時間 |
| --- | ---------------------------- | ---- | ------------------ | ---------- | ---- |
| 1.  | 「自殺考察」                 |      | 上杉 伶児・reayfia |            | 3:17 |
| 2.  | 「邂逅」                     |      | reayfia            |            | 2:18 |
| 3.  | 「青い猫」                   |      | 上杉 伶児・reayfia |            | 2:09 |
| 4.  | 「男娼の夢」                 |      | 上杉 伶児・reayfia |            | 2:58 |
| 5.  | 「小さな明星」               |      | 上杉 伶児・reayfia |            | 2:47 |
| 6.  | 「戦慄」                     |      | reayfia            |            | 2:25 |
| 7.  | 「日陰の黒百合」             |      | 上杉 伶児・reayfia |            | 2:12 |
| 8.  | 「桜色」                     |      | 上杉 伶児・reayfia |            | 2:58 |
| 9.  | 「天使のナヴァーラ (Cover)」 |      | Isaac Albeniz      | 喰ヶ島蜜木 | 4:46 |
| 10. | 「その途中」                 |      | reayfia            |            | 2:46 |
| 11. | 「落日」                     |      | 高城 みよ・reayfia |            | 2:42 |
| 12. | 「白い蛇」                   |      | 高城 みよ・reayfia |            | 1:33 |
| 13. | 「自殺同好会」               |      | 上杉 伶児・reayfia |            | 2:46 |

### 音声作品
- クラブ・スーサイド追憶音源「アノヒ・アノアト」

本編にて描かれた「あの日」の「あのあと」を観る、プチシチュエーション音源。DLsiteにて単品販売、およびクラブ・スーサイド特装版には特典として付属。
2020年12月25日配信
- 【01：財膳絵馬】
- 【02：枢姫色】
- 【03：右睡真咲也】
- 【04：喰ヶ島蜜木】
- 【05：舞渕明陽】

### その他
- アクリルキーホルダー「いんきゃ・あくきー」(全12種)
- LINEスタンプ「いんきゃなぼくら」

### 販売ページ
現行版
| DLsite   |                                                                         |                                            |
| 通常版   | 【特典】ミニボイス「〜おやすみなさい〜」                                |                                            |
| 特装版   | 【特典】ミニボイス「〜おやすみなさい〜」 ＋追憶音源「アノヒ・アノアト」 |                                            |
| 中国語版 | 簡体字中文のみ                                                          |                                            |
| BOOTH    | BOOTH                                                                   | 【特典】劇中歌音源(3曲・歌詞付き)・壁紙5種 |

| 現行版バグ修正パッチ | 現行版バグ修正パッチ                |
| -------------------- | ----------------------------------- |
| DLsite               | 各販売ページ作品内容欄を参照        |
| BOOTH                | DLsite版・BOOTH版どちらにも適応可能 |

完全版
| Steam  | 実績機能あり                                           |
| DLsite | 【特典】本編直前漫画・メインビジュアル原寸画像・学生証 |